# فتق سدادي
فَتْق سِدادِيّ هو نوعٌ نادرٌ من فتوق قاع الحوض، حيث تبرزُ فيه محتويات البطن أو الحوض عبر الثقبة السدادية. يُعد هذا النوع شائعًا أكثر لدى النساء؛ وذلك نتيجةً لفروقاتٍ تشريحية، ويكون أكثر شيوعًا في النساء مُتعددة الولادات والأكبر سنًا اللواتي فقدنَ وزنًا كثيرًا مؤخرًا. غالبًا ما يُحدد هذا التشخيص خلال العملية بعد حدوث انسداد معوي.
تُدلل علامة هاوشيب-رومبرغ على وجود فتقٍ سِدادي، والتي تتفاقهم مع بسطِ الفخذ ودورانه إنسيًا وإبعاده. تتميزُ هذه العلامة بحدوث ألمٍ واخز في الجانب الإنسي للفخذ/المنطقة السدادية، ويمتدُ نحو الرُكبة؛ وذلك بسبب ضغط الفتق على العصب السِدادي.